# Brad Staubitz
Bradley Michael „Brad“ Staubitz (* 28. Juli 1984 in Edmonton, Alberta) ist ein ehemaliger kanadischer Eishockeyspieler und derzeitiger -trainer, der im Verlauf seiner aktiven Karriere zwischen 2001 und 2015 unter anderem 230 Spiele für die San Jose Sharks, Minnesota Wild, Canadiens de Montréal und Anaheim Ducks in der National Hockey League (NHL) auf der Position des rechten Flügelstürmers bestritten hat. Zudem absolvierte Staubitz, der nach seinem Karriereende als Trainer tätig wurde, über 300 Partien in der American Hockey League (AHL).

## Karriere

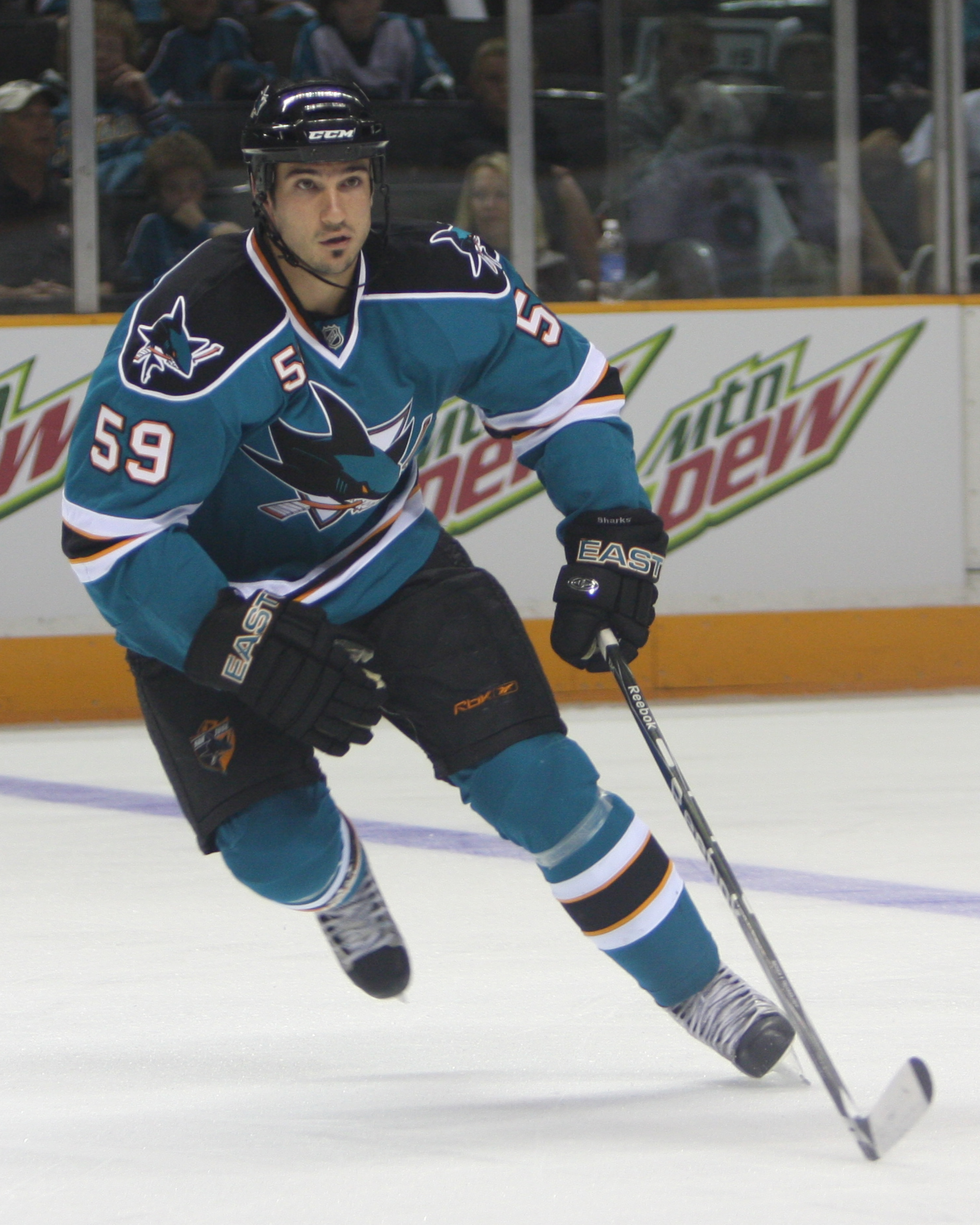
Staubitz im Trikot der San Jose Sharks (2009)

Staubitz begann seine Juniorenkarriere im Alter von 17 Jahren bei den Sault Ste. Marie Greyhounds in der Ontario Hockey League (OHL). Nachdem ihm in seiner Rookiesaison nur drei Torvorbereitungen in 45 Spielen gelungen waren, steigerte er in den folgenden beiden Spielzeiten kontinuierlich. Auch der Wechsel von den Greyhounds zu den Ottawa 67’s im Verlauf der Saison 2004/05 hinderte die Entwicklung zu einem soliden Offensivverteidiger nicht, da er im vierten Jahr in Folge seine Punktausbeute steigern konnte. In den Playoffs der Spielzeit 2004/05 sammelte er in 21 Spielen 20 Scorerpunkte und hatte maßgeblichen Anteil am Erreichen der Finalserie, wo die 67’s jedoch den London Knights unterlagen.
Ungedraftet nahmen ihn die San Jose Sharks vor der Saison 2005/06 für ihr damaliges Farmteam in der American Hockey League (AHL), die Cleveland Barons, unter Vertrag. Wie schon zuvor in der OHL hatte Staubitz zunächst Probleme sich an das Spiel in der höherklassigen Liga zu gewöhnen und fiel in seinem ersten Jahr zumeist nur durch viele Strafzeiten auf. Nachdem die Barons im Sommer 2006 von Cleveland nach Worcester umgesiedelt und in Worcester Sharks umbenannt worden waren, ging er ab der Saison 2006/07 für diese aufs Eis. Eine Verletzung an der rechten Schulter im November 2006 zwang ihn zu einer langen Pause, durch die er fast 30 Spiele aussetzen musste und er sich so nicht weiterentwickeln konnte. In der Spielzeit 2007/08 gelang ihm schließlich der Durchbruch als Offensivverteidiger in der AHL, wurde im Verlauf der Spielzeit aber auch zum rechten Flügelstürmer umfunktioniert.
Nachdem er im Trainingscamp der San Jose Sharks lange als aussichtsreicher Kandidat auf einen Platz im NHL-Kader gewesen war, wurde er um Saisonbeginn erneut zum Farmteam in die AHL geschickt. Kurz nach Saisonstart im Oktober 2008 wurde er jedoch erstmals nach San Jose beordert und absolvierte letztlich 35 NHL-Spiele. Zu Beginn der Spielzeit 2009/10 schaffte er schließlich den endgültigen Sprung in die National Hockey League und in 47 Spielen zum Einsatz. Dabei verbuchte er sechs Punkte. Am 21. Juni 2010 wurde er für ein Fünftrunden-Wahlrecht im NHL Entry Draft 2010 an die Minnesota Wild abgegeben. Dort war er zwei Spielzeiten lang Stammspieler. Ende Februar 2012 wählten die Canadiens de Montréal den auf der Waiverliste befindlichen Akteur und sicherten sich seine Dienste. Als Free Agent wurde er Anfang Juli 2012 von den Anaheim Ducks mit einem Zweijahresvertrag ausgestattet.
Zu Beginn der Saison 2013/14 wurde Staubitz aus dem NHL-Kader zu den Norfolk Admirals in die AHL beordert. Bereits im November 2013 wurde er dann gemeinsam mit Peter Holland zu den Toronto Maple Leafs transferiert, während Anaheim dafür Jesse Blacker sowie einen Dritt- und Siebtrunden-Wahlrecht für den NHL Entry Draft 2014 erhielt. Staubitz wurde dabei direkt an die Toronto Marlies in die AHL abgegeben. Im Oktober 2014 unterzeichnete der Flügelstürmer einen Einjahresvertrag beim deutschen DEL2-Klub EV Landshut. Dort beendete er im Sommer 2015 im Alter von 30 Jahren seine aktive Karriere und wurde mit Beginn der Spielzeit 2016/17 als Assistenztrainer bei den Sarnia Sting aus der OHL vorgestellt. Staubitz war in der Folge sieben Jahre in dieser Funktion für die Sting tätig.

## Karrierestatistik
(Legende zur Spielerstatistik: Sp oder GP = absolvierte Spiele; T oder G = erzielte Tore; V oder A = erzielte Assists; Pkt oder Pts = erzielte Scorerpunkte; SM oder PIM = erhaltene Strafminuten; +/− = Plus/Minus-Bilanz; PP = erzielte Überzahltore; SH = erzielte Unterzahltore; GW = erzielte Siegtore; 1 Play-downs/Relegation; Kursiv: Statistik nicht vollständig)